# Yu Phoenix
Yu Phoenix (født 29. december 1988 i Sulingen, Niedersachsen, Tyskland) er kunstnernavnet på guitaristen i det tidligere tyske band Cinema Bizarre. Yu har også været guitarist i bandet Rouge Morgue. Hans rigtige navn er Hannes De Buhre. Han bor i øjeblikket i Los Angeles.